# QuikSCAT

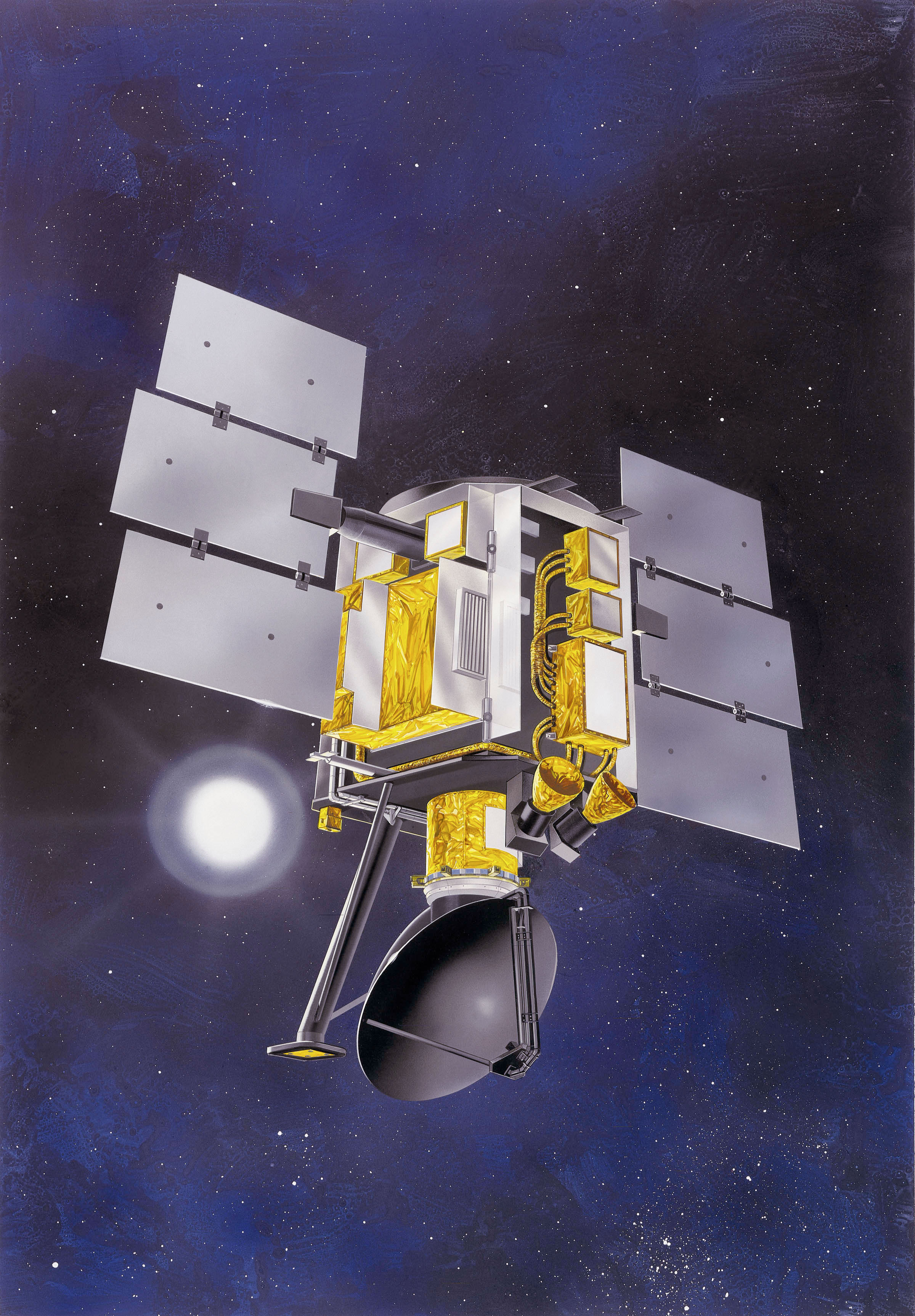
Le satellite QuikSCAT en orbite.

QuikSCAT (Quick Scatterometer) est un satellite d'observation terrestre qui fournit des informations sur la vitesse et la direction des vents sur les océans pour la NOAA. Il est un engin de secours destiné à fournir les informations manquantes à la suite de la perte des données du diffusiomètre de la NASA, (NSCAT, monté sur le satellite ADEOS-I lancé le 17 août 1996 qui tombe en panne le 30 juin 1997).
Il est placé sur une orbite héliosynchrone le 19 juin 1999 à 02 h 15 TU par un lanceur Titan II. Cette mission spatiale, d'une durée primaire de 3 ans, fait partie du programme Earth Observing System qui regroupe un ensemble de satellites de la NASA chargés de collecter des données sur de longues périodes sur la surface de la Terre, la biosphère, l'atmosphère terrestre et les océans de la Terre. Sa mission principale se termine le 21 novembre 2009, mais il continue d'envoyer des données jusqu'au 2 octobre 2018.

## Source
- (en) Cet article est partiellement ou en totalité issu de l’article de Wikipédia en anglais intitulé « QuikSCAT » (voir la liste des auteurs).